# Übertragener Wirkungskreis
Übertragener Wirkungskreis bezeichnet – im Gegensatz zum eigenen Wirkungskreis – den Zuständigkeitsbereich einer Selbstverwaltungskörperschaft (z. B. Gemeinde, Landkreis oder Universität), in dem sie als lediglich ausführendes Organ von Rechtsetzungen (Gesetzen, Verordnungen) übergeordneter staatlicher Einheiten wie den Bundesländern oder der Bundesrepublik Deutschland tätig wird.
Sie werden vorwiegend im Kommunalrecht der deutschen Länder mit dualistischer Aufgabenstruktur verwendet (z. B. Bayern, Mecklenburg-Vorpommern, Niedersachsen, Thüringen). In Ländern mit Aufgabenmonismus der Kommunen spricht man dagegen eher von „Weisungsaufgaben“ (z. B. Baden-Württemberg, Sachsen) bzw. „Pflichtaufgaben zur Erfüllung nach Weisung“ (z. B. Brandenburg, Nordrhein-Westfalen).

## Übertragener Wirkungskreis am Beispiel einer Gemeinde
Zum übertragenen Wirkungskreis einer Gemeinde zählen alle staatlichen Aufgaben, welche kraft Gesetzes oder aus altem Recht zur Auftragsverwaltung übertragen wurden. Dies sind primär alle Maßnahmen des klassischen preußischen Polizeirechtes, zum Beispiel das Einwohnermeldewesen sowie bauordnungsrechtliche und straßenverkehrsrechtliche Maßnahmen.

## Rechtskontrolle
Innerhalb des übertragenen Wirkungskreises untersteht die Körperschaft der staatlichen Fachaufsicht. Entsprechend hat der Staat, für den diese Aufgaben wahrgenommen werden, das Recht zur Erteilung von Einzelweisungen.